# Alexandros Kouros
Alexandros Kouros (Poliçan, 21 de agosto de 1993) es un futbolista albanés, nacionalizado griego, que juega en la demarcación de lateral izquierdo para el Floriana FC de la Premier League de Malta.

## Trayectoria
Tras formarse en las filas inferiores del Panionios FC, finalmente en 2011 subió al primer equipo de la liga griega. Pasó su primera etapa como futbolista en la liga griega en equipos, además del Panionios, como el Atromitos FC, el Iraklis de Tesalónica, el Apollon Smyrnis FC y el PAE Kerkyra, siempre en primera división excepto con el Kerkyra, con el que jugó en el segundo nivel griego. En el mercado veraniego de 2019 se marchó gratis al Teuta Durrës. Finalmente, el 11 de julio de 2019 debutó con el KF Teuta Durrës en la primera ronda previa de la Liga Europa de la UEFA 2019-20 contra el FK Ventspils. Un mes después, el 24 de agosto, debutó en la Superliga de Albania contra el KS Bylis Ballsh, encuentro que finalizó con un resultado de 1-0 en contra del conjunto del Teuta.

## Clubes
| Club                  | País    | Año       | Partidos | Goles |
| --------------------- | ------- | --------- | -------- | ----- |
| Panionios FC          | Grecia  | 2011-2014 | 57       | 0     |
| Atromitos FC          | Grecia  | 2014-2016 | 35       | 3     |
| Iraklis de Tesalónica | Grecia  | 2016-2017 | 30       | 2     |
| Apollon Smyrnis FC    | Grecia  | 2017-2018 | 19       | 0     |
| PAE Kerkyra           | Grecia  | 2018-2019 | 21       | 0     |
| KF Teuta Durrës       | Albania | 2019-2021 | 77       | 0     |
| PAEEK FC              | Chipre  | 2021-2022 | 34       | 3     |
| Doxa Katokopias       | Chipre  | 2022      | 0        | 0     |
| KF Teuta Durrës       | Albania | 2022-2023 | 41       | 0     |
| Floriana FC           | Malta   | 2023-     | 66       | 2     |

## Palmarés

### Campeonatos nacionales
| Título               | Club    | País            | Año  |
| -------------------- | ------- | --------------- | ---- |
| Copa de Albania      | Albania | KF Teuta Durrës | 2020 |
| Supercopa de Albania | Albania | KF Teuta Durrës | 2020 |